# Masaharu Nakano
Masaharu Nakano (* 25. November 1979) ist ein ehemaliger japanischer Mittelstreckenläufer, der sich auf den 800-Meter-Lauf spezialisiert hat.

## Sportliche Laufbahn
Erste internationale Erfahrungen sammelte Masaharu Nakano vermutlich im Jahr 2004, als er bei den erstmals ausgetragenen Hallenasienmeisterschaften in Teheran in 1:53,09 min den sechsten Platz über 800 Meter belegte. Im Jahr darauf gewann er bei den Ostasienspielen in Macau in 1:50,10 min die Bronzemedaille hinter dem Südkoreaner Lee Jae-hun und Chen Fu-pin aus Taiwan. Im Oktober 2009 bestritt er seinen letzten offiziellen Wettkampf und beendete daraufhin seine aktive sportliche Karriere im Alter von knapp 30 Jahren.
2001 wurde Nakano japanischer Meister im 800-Meter-Lauf.

## Persönliche Bestzeiten
- 800 Meter: 1:48,00 s, 18. Juni 2003 in Yokohama
  - 800 Meter (Halle): 1:50,14 min, 6. Februar 2004 in Teheran